# Ott Raun
Ott Raun (* 19. Juli 1940 in Tallinn) ist ein estnischer Schriftsteller und Journalist.

## Leben
Ott Raun ging von 1948 bis 1959 in Tallinn zur Schule und arbeitete danach zwei Jahre in einem Fischkombinat. Von 1965 bis 1969 studierte er an der Pädagogischen Hochschule Tallinn Estnische Sprache und Literatur. Anschließend war er von 1969 bis 1975 in der Redaktion der Pädagogisch-didaktischen Zeitschrift Nõukogude Õpetaja tätig. Von 1975 bis 1998 arbeitete er in der Redaktion der wichtigsten estnischen Literaturzeitschrift Looming. Danach wechselte er als Chefredakteur zu der neu gegründeten historischen Zeitschrift Tuna, die er bis heute leitet.
Ott Raun war eines der Gründungsmitglieder und treibende Kraft der literarischen Gruppierung Wellesto. Seit 1992 ist er Mitglied des Estnischen Schriftstellerverbandes. Der estnische Schriftsteller Vallo Raun ist sein Bruder, dessen Sohn Mait Raun, ebenfalls ein estnischer Schriftsteller und Politiker, folglich sein Neffe ist.

## Literarisches Werk
Raun debütierte 1963 in der Zeitschrift Noorus und legte 1973 seinen ersten Gedichtband vor. Der Schriftsteller Jaan Kaplinski lobte den Debütanten hier dafür, dass er sich nicht um die „traditionelle Tiefe“ kümmere, sondern dass er „Dichtung im alltäglichen Leben des alltäglichen Menschen in seiner alltäglichen Umgebung“ zu entdecken versuche. Allerdings wurde Raun nicht einhellig gelobt, es gab auch kritische Stimmen.
Danach entstand eine längere Pause, und Raun publizierte erst 1990 das nächste Buch, seinen ersten Roman. der jedoch sehr kritisch aufgenommen wurde.  Positiver wurden seine folgenden Gedichtbände rezensiert, wenngleich auch hier kritische Stimmen nicht fehlten. Insgesamt liegen von Ott Raun bislang sechs Gedichtbände, drei Romane, eine Essaysammlung und ein Band Erinnerungen vor.

## Bibliographie
- Hobusel on täna sünnipäev. Luuletusi 1964–1972 ('Das Pferd hat heute Geburtstag. Gedichte 1964–1972'). Tallinn: Eesti Raamat 1973. 70 S.
- Kõrvaltegelased ('Nebenfiguren'). Tallinn: Eesti Raamat 1990. 240 S.
- Kummelilõhn kiriukus ('Kamillenduft in der Kirche'). Tallinn: Eesti Raamat. 80 S.
- Kuningas, kes tahtis olla narr. Romaan ('Der König, der Narr sein wollte. Roman'). Tallinn: Eesti Raamat. 168 S.
- Silmlill ('Augenblume'). Tallinn: Huma 1996. 77 S.
- Vaikne eestlane ('Der stille Este', Artikelsammlung). Tallinn: Virgela 1998. 191 S.
- Te(k)st ('Text/Test'). Tallinn: SE&JS 2000. 207 S.
- Kaheks saa. Luulet 2001–2002 ('Werd zwei. Dichtung 2001–2002'). Tallinn: Eesti Keele Sihtasutus 2002. 86 S.
- Alraun. Luulet 2004–2005. ('Alraune. Dichtung 2004–2005'). Tallinn: Verb 2005. 93 S.
- Iseenese väljanäitus. Luulet 1965–2005. ('Selbstausstellung. Dichtung 1965–2005'). Tallinn: Verb 2010. 183 S.
- Vaimu vend. Meenutusi: esimene veerandsada. ('Bruder des Geistes. Erinnerungen: Das erste Viertelhundert'). Tartu: Ilmamaa 2015. 384 S.

## Sekundärliteratur
- Jaan Kaplinski: Luuleraamatuaasta 1973, in: Looming 5/1974, S. 834–857.
- Aivo Lõhmus: Kes on hobune ja kas tal on sünnipäev?, in: Looming 5/1974, S. 867–869.
- Priidu Beier: Kõrvaltegelane trügib peaossa, in: Looming 12/1990, S. 1706–1707.
- Paula Sering: Maadligi taevas, in: Keel ja Kirjandus 1/1991, S. 55.
- Ivo Rull: Küündimatu triviaalromaan, in: Vikerkaar 3/1991, S. 90–91.
- Vaapo Vaher: Kas Ott Raun on tulnukas?, in: Looming 6/1991, S. 843–844.
- Jaan Niilus: Kuningas, udu ja vaim, in: Looming 3/1996, S. 417–420.
- Paula Sering: Meest sõnadest, in: Looming 3/1997, S. 409–410.
- Olev Remsu: Ideologiseeritud armastus, in: Looming 11/2000, S. 1743–1744.
- Berk Vaher: Olemata olla on olla teine, in: Looming 7/2003, S. 1099–1101.
- Ivar Sild: Tehnika logiseb, in: Looming 11/2005, S. 1741–1743.

- Kerle Arula: Vaino Vahing ja Ott Raun. Katkendeid Tartus Tampere Majas toimunud vestlusõhtult, in: Sirp 12. Oktober 2001, S. 6–7.